# 金奎植
金奎植（韓語：김규식，1881年1月29日—1950年12月10日），號尤史，又号竹笛，韓國獨立運動人物、教育者、政治人物，出生於朝鮮慶尚南道东莱郡（今韓國釜山廣域市，一說出生於江原道洪川郡）。1918年4月大韓民国臨時政府外務宗总長，8月任欧美委員部委員長，1921年任学務部大臣、1933年任学務大臣、1934年任国務委員等职。
1940年10月至1947年3月3日任大韓民国臨時政府副主席。金奎植也是一名基督教徒，教名约翰（Johann）。

## 經歷
- 1887年，母親逝世。
- 1891年，父亲金知晟从流放地获释归乡。
- 1889年，父親逝世。
- 1894年，汉城官立英语学校第1批录取。

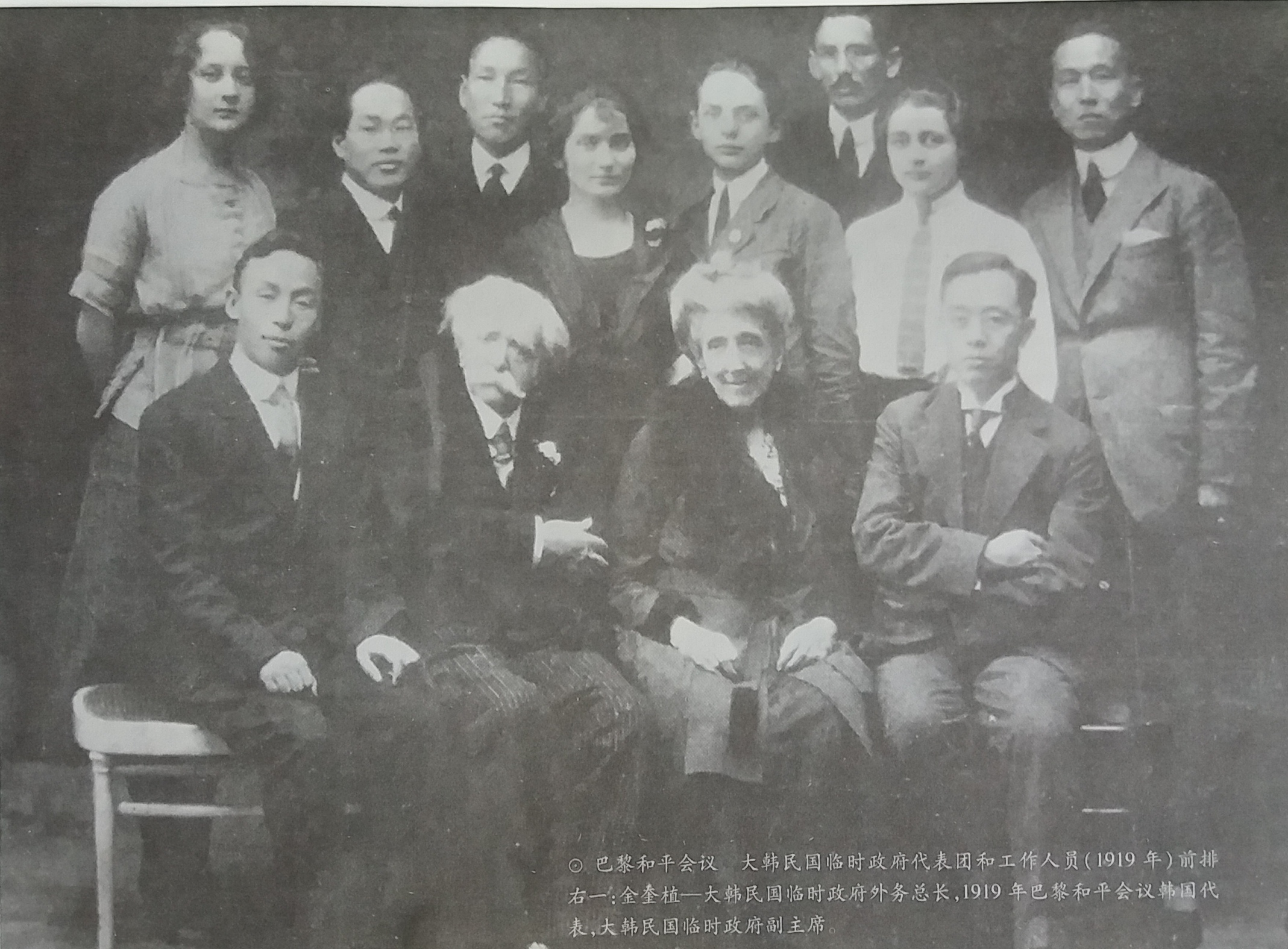
金奎植与1919年巴黎和会代表合影

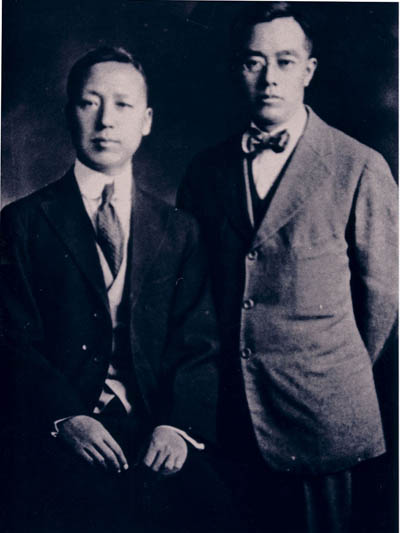
金奎植（右）与李承晚

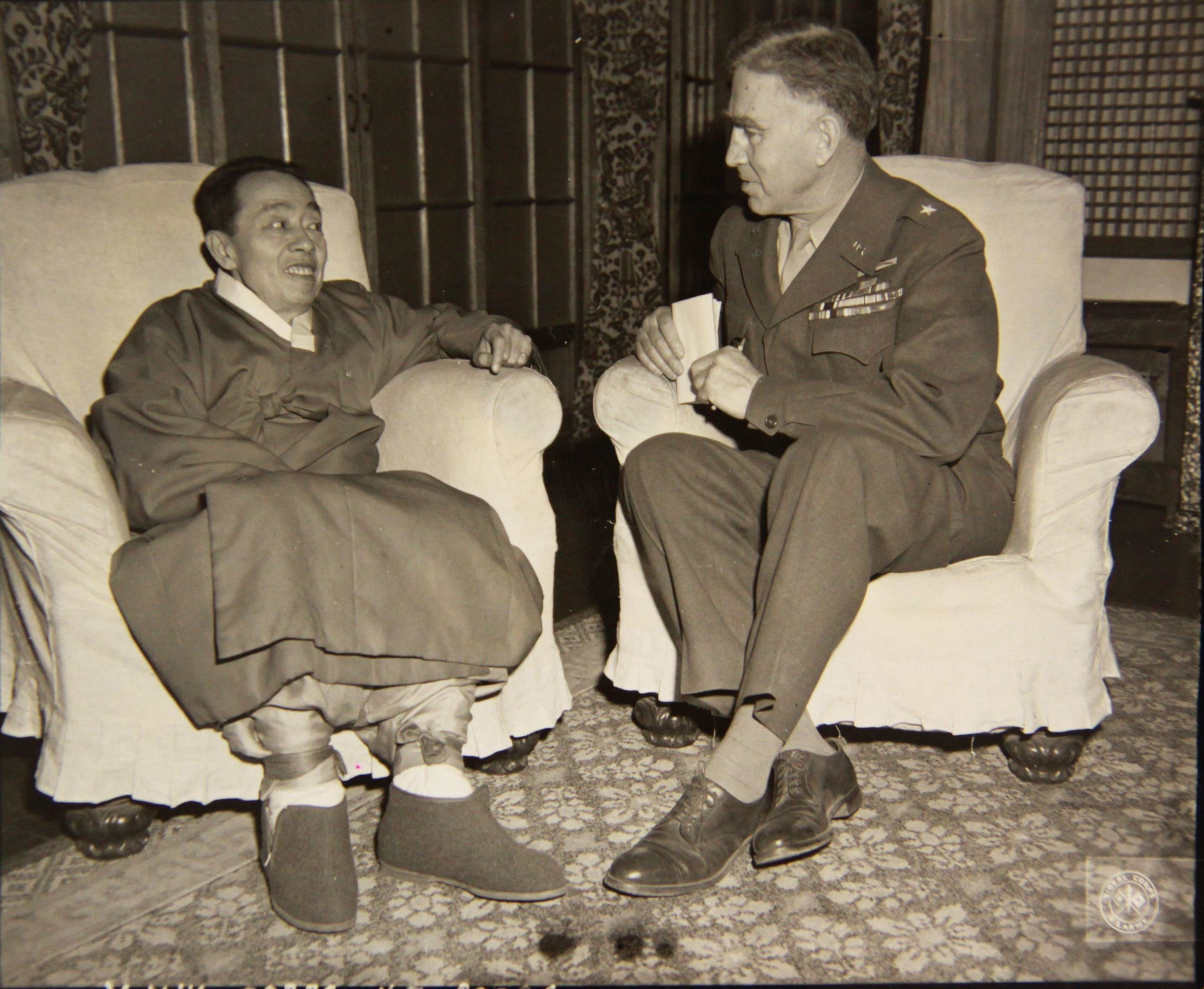
金奎植与美軍将校

金奎植与金淳爱在南京的结婚照

- 1896年3月，汉城官立英语学校1班毕业，毕业后做营业员工作。
- 1896年4月7日，韩文版和英文版的《独立新闻》首次发行，寻找徐载弼面谈，进入独立报社。
- 1896年4月8日，独立报社英语事务员兼负责会计。
- 1897年，徐载弼劝告他前往美国留学。
- 1897年9月，在美国弗吉尼亚州罗诺克大学（英语：Roanoke College）（预科）学高中课程。
- 1899年夏天前往欧洲。
- 1901年3月，拜见义亲王。
- 1903年6月，毕业于罗诺克大学英文系，进入普林斯顿大学研究生院学习。
- 1904年，获普林斯顿大学研究生院的英文学硕士。
- 1904年，普林斯顿大学研究生院提供奖学金，劝告攻读博士学位课程，但拒绝回国。
- 1913年流亡上海。
- 参与组建新韩青年党。
- 1918年11月，新韩青年党参加巴黎和会的使节团选拔时，金奎植因英语好被吕运亨的推荐入代表团。
- 1919年3月，大韓民國臨時政府外務總長 兼 巴黎全權大使；
- 1919年8月，大韓民國臨時政府歐美外交委員部委員長；
- 1919年9月，大韓民國臨時政府歐美外交委員部副委員長；
- 1920年，大韓民國臨時政府學務總長；
- 1921年，退出大韓民國臨時政府。
- 1922年1月，參加遠東勞苦人民大會。
- 1923年，參加極東诸民族大會。
- 1923年，上海复旦大学的英文学讲师。
- 1924年5月回国
- 1925年－1933年，大學敎授講義活動。
- 1927年4年结成民族独立党，并发表宣言，任执行委员。
- 1932年，大韓民國臨時政府國務委員；
- 1933年，辭退臨時政府國務委員一職。
- 1934年，韓國民族唯一黨運動；
- 1935年，朝鮮民族革命黨創黨，任黨主席兼中央委員會委員長；
- 1940年，大韓民國臨時政府國務委員會副主席；
- 1942年，臨時政府國務委員宣傳部長；
- 1944年10月，臨時政府國務委員會副主席再選；
- 1944年－1945年，外敎活動。
- 1945年8月，韓國解放。
- 1946年，韓國國共合作運動。
- 1946年12月，南韓過渡立法委員會委員長；
- 1947年3月16日，朝鮮赤十字社总裁；
- 1947年10月14日，当选为韩美文化协会名誉会长；
- 1948年，韓國南北協商運動。
- 1948年4月，同金九往北朝鮮協商，取得一定共识，其後返回南方。
- 1950年6月，在朝鲜戰爭中得到朝鮮人民軍保护，投奔北方；不久后因病去世于平安北道。
- 1990年代，被朝鲜民主主义人民共和国追授祖国统一奖。

## 家族
金奎植其爲金智性之三子
- 父：金智性
- 母：慶州李氏[2]
- 妻：趙恩受
  - 子：金鎭必
  - 子：金鎭東（1918年－1998年）
- 金淳愛，革命英雄（1919年5月12日－1976年5月17日）
  - 女：金尤愛（？－2000年）
  - 子：金鎭世
  - 侄子：金焰